# Miguel Monsalve
Miguel Ángel Monsalve Gonzáles (* 27. Februar 2004) ist ein kolumbianischer Fußballspieler, der aktuell für Independiente Medellín spielt. 2021 war er einer von sechzig Talenten der „Next Generation“-Liste von The Guardian.

## Karriere
Im Alter von vier Jahren kam Monsalve zu Independiente Medellín. Damals war er zu jung für die U7-Mannschaft, jedoch machte der Trainer nach einem Probetraining eine Ausnahme und ließ ihn trotzdem am Training teilnehmen. Im Jahr 2016 erreichte Monsalve mit Medellín das Finale des Pony-Fußballturniers, wie es zuvor James Rodríguez und Falcao getan hatten.
Am 15. Oktober 2020 debütierte er beim 1:1-Heimspiel gegen Jaguares de Córdoba in der Categoría Primera A, als er in der 82. Spielminute für Larry Angulo eingewechselt wurde. Er kam in der Saison 2020 auf fünf Einsätze und seine Mannschaft erreichte Platz 14 in der Liga. In der Saison 2021 kam er auf drei Einsätze und seine Mannschaft erreichte Platz 9 in der Liga.
2021 war er einer von 60 Talenten der „Next Generation“-Liste von The Guardian.

## Spielweise
Monsalve ist rechtsfuß, technisch begabt und zielstrebig.